# 巴哈馬笛鯛
巴哈馬笛鯛，為輻鰭魚綱鱸形目鱸亞目笛鯛科的其中一種，分布於西大西洋區，從美國北卡羅萊納州至巴西東南部海域，棲息深度10-400公尺，體長可達60公分，生活在珊瑚礁海域，屬肉食性，以魚類、甲殼類、頭足類等為食，可做為食用魚、遊釣魚及觀賞魚。

## 擴展閱讀
維基物種上的相關：巴哈馬笛鯛